# Ley sobre composición nutricional de los alimentos y su publicidad
La Ley 20.606, sobre la Composición Nutricional de los Alimentos y su Publicidad, conocida coloquialmente como «ley de etiquetado de alimentos» «ley del Súper Ocho» o simplemente «ley de alimentos», es un cuerpo normativo chileno que establece un marco regulatorio especial sobre seguridad alimentaria y alimentación saludable a efectos de que se oriente al consumidor hacia patrones de conducta saludable. En específico, regula la entrega de información nutricional de alimentos altos en sodio, grasas saturadas, azúcares y calorías, prohíbe la venta de alimentos altos en dichos estándares en establecimientos educacionales, y condiciona la publicidad de dichos productos en menores de catorce años. La ley fue promulgada el 6 de junio de 2012, entrando su reglamento en vigencia plena el 27 de junio de 2016, y ha sido considerada por expertos como «el intento más ambicioso de cambiar la cultura alimentaria de un país».

## Historia

### Antecedentes
De acuerdo a cifras del Ministerio de Salud de Chile, más del 60% de la población padecía exceso de peso en 2010, problema que se inicia precozmente en la infancia, con más del 10% de los niños menores de 6 años (2016), más del 15% de los preescolares en (2015) y más del 25% de los niños de primero básico (2016), presenta obesidad. Agregando el sobrepeso, más de un 50% presenta malnutrición por exceso, lo que esto se considera como el principal problema de salud pública del país.

### Tramitación parlamentaria y redacción reglamentaria
El proyecto de ley fue iniciado el 21 de marzo de 2007 vía moción de los senadores Guido Girardi, Carlos Kuschel, Mariano Ruiz-Esquide, Evelyn Matthei y Carlos Ominami, tomando en cuenta los datos de morbilidad asociados a los problemas de alimentación y las recomendaciones de la Organización Mundial de la Salud al respecto. El proyecto fue discutido en el Senado entre enero de 2008 y abril de 2009, cuando se despachó para su estudio por la Cámara de Diputados. Dicha Cámara aprobó el proyecto de ley con una serie de modificaciones, remitiéndolo al Senado para su tercer trámite en septiembre de 2010. Dado que algunas de las enmiendas planteadas por la Cámara fueron rechazadas por el Senado, el proyecto debió ser analizado en una comisión mixta, la que se conformó en diciembre de 2010 y emitió su informe el 5 de abril de 2011, donde fueron aprobadas las indicaciones salvo aquellas referidas a las facultades del Ministerio de Salud para determinar los alimentos altos en azúcares y sal, la prohibición de comercialización de alimentos altos en calorías y sal dentro de establecimientos educacionales, y la prohibición absoluta de usar ganchos comerciales para niños en la promoción de alimentos menos saludables, incluyendo los sucedáneos de leche materna. El informe de la comisión mixta fue aprobado; no obstante, durante las respectivas sesiones, se señaló por diversos parlamentarios la necesidad de corregir aspectos de la iniciativa a través de un veto del poder ejecutivo, el que fue materializado por el entonces vicepresidente de la República, Rodrigo Hinzpeter, el 23 de mayo de 2011, con la firma de los ministros de Salud, Jaime Mañalich, de Educación, Joaquín Lavín, y de Economía, Fomento y Turismo, Juan Andrés Fontaine, observaciones que, producto de un acuerdo entre el Ejecutivo y ambas cámaras legislativas, terminó siendo aprobado el 4 de mayo de 2012. Tras el estudio de constitucionalidad efectuado por el Tribunal Constitucional (TC), el proyecto de ley fue aprobado, y publicado en el Diario Oficial el 12 de junio de 2012.
Tras su promulgación, comenzó la redacción del reglamento que especificaría la norma, labor a cargo del Ministerio de Salud. El decreto respectivo se publicó el 17 de diciembre de 2013. Después del cambio de gobierno, el 19 de abril de 2014 las nuevas autoridades decidieron anular dicho decreto, fuertemente cuestionado por los principales especialistas en nutrición que habían participado en la discusión de la ley, como el Instituto de Nutrición y Tecnología en Alimentos de la Universidad de Chile, por ser muy permisiva con la industria alimentaria, que ejerció un fuerte lobby sobre la materia, desestimando establecer un límite general de nutrientes críticos para todos los productos y dejando a diversos productos con las más altas concentraciones de nutrientes sujetos a limitaciones (como las cecinas, quesos, algunas carnes envasadas, las sopas instantáneas y los chocolates) fuera de las mediciones.
La redacción de un nuevo reglamento siguió estando fuertemente condicionado por presiones de actores interesados, como la asociación gremial de productores de alimentos y bebidas, AB Chile A. G. La nueva propuesta, junto con abordar productos no considerados en el primer reglamento, establecía una fecha taxativa de entrada en vigencia de la normativa, con valores considerados excesivamente estrictos para distintos actores, lo que finalmente debió ser morigerado en la negociación para lograr el despacho del reglamento, graduándose el plazo para que las empresas llegaran en un periodo de cuatro años a los índices permitidos por la norma. Otros puntos que debieron ser abordados en el proceso de negociación entre el equipo sanitario y el equipo económico del Gobierno, considerando las aprensiones de la industria, fueron la categorización de diferentes tipos de productos u homogeneizarlos en alimentos líquidos y sólidos, las características del sello de advertencia, y el modo de cálculo de los valores máximos permitidos, esto es, calculándolos sobre la base de una porción o sobre la base de 100 gramos o mililitros. El nuevo reglamento fue finalmente tomado de razón por la Contraloría General el 24 de junio de 2015, siendo publicada en el Diario Oficial al día siguiente.

## Contenido

### Ley N.º 20.606
La ley cuenta con once artículos, donde se indica:

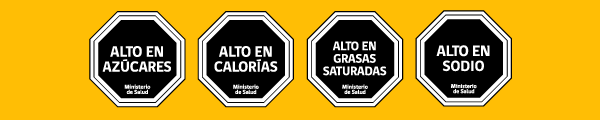
Formato de los cuatro sellos de advertencia de etiquetado de alimentos exigidos legalmente.

- La responsabilidad de los fabricantes, importadores o productores de alimentos de consumo humano de disponer de rotulados específicos sobre la naturaleza del producto, con información íntegra y veraz, y de establecer su responsabilidad en velar porque, en la cadena productiva en que intervengan, existan buenas prácticas de fabricación que garanticen la inocuidad de los alimentos.
- El deber de fabricantes, productores, distribuidores e importadores de alimentos de informar en sus envases o etiquetas los ingredientes que estos contienen, incluyendo todos sus aditivos y su información nutricional, siendo el Reglamento Sanitario de los Alimentos donde se determinarán las características y contenido de dicha rotulación, velando especialmente por la necesaria visibilidad y comprensión de dicha información.
- La prohibición de adicionar a los alimentos y comidas preparadas ingredientes que de alguna forma sean susceptibles de crear una impresión errónea respecto a su verdadera naturaleza, composición o calidad, así como aquellos que causen daños a la salud, según lo establezca el Ministerio de Salud.
- El deber de los establecimientos de educación prebásica, básica y media de incluir actividades didácticas y físicas para el desarrollo de hábitos de alimentación saludable y de fomento a la actividad física. Los ministerios de Salud y de Educación dispondrán de un sistema obligatorio de monitoreo nutricional de los alumnos de enseñanza parvularia, básica y media.
- El Ministerio de Salud determinará los alimentos que presenten en su composición nutricional elevados contenidos de calorías, grasas, azúcares, sal u otros ingredientes que el reglamento determine, fijando sus límites, cuyo cumplimiento podrá ser corroborado por la autoridad sanitaria en uso de sus facultades fiscalizadoras.
- La prohibición de comercializar en establecimientos de educación prebásica, básica y media aquellos alimentos rotulados como altos en los nutrientes o calorías señalados precedentemente, así como su entrega gratuita o publicidad a menores de catorce años, incluyendo ganchos comerciales de atracción infantil, como juguetes, accesorios, adhesivos o similares.
- La prohibición de que el etiquetado de alimentos sucedáneos de leche materna se oriente a desincentivar la lactancia materna.
- La obligatoriedad de que todo producto alimentario comercializado en Chile que contenga entre sus ingredientes o haya utilizado en su elaboración soya, leche, maní, huevo, mariscos, pescado, gluten o frutos secos lo indique en su envase o etiqueta.

### Reglamento
El decreto N.º 13, del Ministerio de Salud, del 16 de abril de 2015, modificó el Reglamento Sanitario de los Alimentos para adecuarlo a las disposiciones contenidas en la ley 20.606. En este cuerpo normativo, asimismo, se especifican los límites de contenido de energía, sodio, azúcares totales y grasas saturadas en alimentos, cuyos valores se establecieron progresivamente en tres periodos de tiempo, con aumentos graduales a partir de la entrada en vigencia del reglamento. Los límites estipulados por la ley son:
|                               | Energía | Sodio | Azúcares | Grasas saturadas |
| ----------------------------- | --- | --- | --- | --- |
| Límites en alimentos sólidos  | 350 kcal/100g (desde el 26 de junio de 2016) 300 kcal/100g (desde el 26 de junio de 2018) 275 kcal/100g (desde el 26 de junio de 2019)  | 800 mg/100g (desde el 26 de junio de 2016) 500 mg/100g (desde el 26 de junio de 2018) 400 mg/100g (desde el 26 de junio de 2019) | 22,5 g/100g (desde el 26 de junio de 2016) 15 g/100g (desde el 26 de junio de 2018) 10 g/100g (desde el 26 de junio de 2019) | 6 g/100g (desde el 26 de junio de 2016) 5 g/100g (desde el 26 de junio de 2018) 4 g/100g (desde el 26 de junio de 2019) |
| Límites en alimentos líquidos | 100 kcal/100ml (desde el 26 de junio de 2016) 80 kcal/100ml (desde el 26 de junio de 2018) 70 kcal/100ml (desde el 26 de junio de 2019) | 100 mg/100ml (desde el 26 de junio de 2016)                                                                                      | 6 g/100ml (desde el 26 de junio de 2016) 5 g/100ml (desde el 26 de junio de 2018)                                            | 3 g/100ml (desde el 26 de junio de 2016)                                                                                |

El reglamento también detalla los alimentos que se exceptúan de la obligación de rotulación que señala la ley, los que incluyen los alimentos a los que no se les haya añadido azúcares, miel, jarabes, sodio o grasas saturadas; los comercializados a granel, porcionados, fraccionados y preparados a solicitud del público (aunque se envasen al momento de la venta); las fórmulas para lactantes; las preparaciones comerciales de alimentos infantiles colados y picados (salvo que tengan azúcar adicionada); los alimentos de uso médico o medicinal; los alimentos para regímenes de control de peso; los suplementos alimentarios y determinados alimentos para deportistas; y los edulcorantes de mesa libres de azúcar y calorías.

## Cumplimiento e impacto

### Fiscalización y judicialización
Con la puesta en vigor de la nueva normativa, más de tres mil productos alimenticios debieron adecuarse al nuevo rotulado. A junio de 2017, tras un año de vigencia de la ley de etiquetado, el Ministerio de Salud había realizado a nivel nacional más de 3 mil inspecciones en elaboradoras de alimentos, distribuidoras y supermercados, establecimientos educacionales, cines y en distintos medios de comunicación masivos, verificándose un 72% de cumplimiento de la regulación y un 28% de observaciones que originaron procesos sumariales. De estos últimos, la mayor cantidad de contravenciones decía relación con rotulación y venta en establecimientos educacionales de alimentos "altos en", generando apercibimientos, amonestaciones y multas a los infractores. Algunas de las empresas infractoras han sido Kellogg's y Nestlé Chile (por la comercialización de partidas de cereales presentando publicidad dirigida a menores de 14 años en sus envases), McDonald's (por la venta de un producto presumiblemente «alto en» -cajita feliz- que tenía asociado la entrega de un gancho comercial dirigido a niños), y PepsiCo (por publicidad dirigida a menores de 14 años en envases de sus snacks Cheetos y Gatolate). Con todo, esta última compañía, así como Kellogg's, han acudido ante los tribunales de justicia con el argumento de que las regulaciones de la ley contravienen temas de propiedad intelectual.

### Cambios conductuales en las personas y la industria
A fines de 2016, el Ministerio de Salud realizó un estudio de percepción ciudadana sobre la ley de etiquetado, cuyos principales resultados fueron una mayoritaria evaluación positiva respecto a los tres puntos principales de la ley (etiquetado, venta y publicidad de alimentos "altos en"), que la mitad de los encuestados revisa la información nutricional, y que de ellos, un 92% cambió sus hábitos de consumo hacia alimentos con menos sellos de advertencia o sin ellos. El gobierno chileno espera que los cambios de hábitos alimentarios sucedan en la próxima generación de consumidores, para poder lograr reducir las tasas de obesidad del país. Estudios de impacto de la política en niños han demostrado que ellos prefieren el consumo de productos sin o con menos sellos.
Asimismo, y con el fin de obtener información acerca del impacto de la ley respecto a las modificaciones de productos alimenticios realizadas por la industria, el Ministerio de Salud solicitó en diciembre de 2016 a la Sociedad de Fomento Fabril un reporte sobre reformulaciones de alimentos para dar cumplimiento a la nueva normativa, destacándose que del total de productos reportados, en un 65% de los lácteos y 48% de las cecinas se hicieron modificaciones de su contenido nutricional hacia estándares más saludables. De acuerdo con AB Chile, el 20% de todos los productos comercializados en Chile han sido reformulados. Así, por ejemplo, The Coca-Cola Company anunció en 2017 que algunas de sus bebidas gaseosas comercializadas en Chile sufrirían una importante reducción de azúcar en su composición, para no tener que exhibir los sellos que estipula la ley, Kellogg's se deshizo de los personajes infantiles que acompañaban las cajas de cereales azucarados, y se dejaron de comercializar golosinas como el Kinder Sorpresa.

### Impacto internacional
Diversos países han manifestado su interés en la normativa chilena, considerando su contenido en el desarrollo de sus propios proyectos regulatorios en materia de etiquetado, incluyendo a Uruguay, Brasil, Ecuador, Argentina, Perú, México, los países miembros de la Comunidad del Caribe, Nicaragua, Guatemala, Panamá, El Salvador, Honduras, Israel, Canadá[cita requerida]. Asimismo, organismos internacionales como la OMS/ OPS, la FAO, UNASUR y la OCDE han manifestado su apoyo a la regulación chilena y han facilitado las acciones de trabajo bilateral, firmas de convenio y conformación de redes internacionales. Códex Alimentarius ha instado a los países miembros a revisar la regulación en materia de etiquetado, mientras que la Organización Mundial de Comercio ha dado lugar a paneles internacionales de discusión en materia de etiquetado de alimentos, en los cuales Chile ha sido un expositor destacado. Asimismo, durante las negociaciones del Tratado de Libre Comercio de América del Norte, los gobiernos de México y Canadá han abogado por introducir advertencias nutricionales en alimentos, inspirados por la experiencia chilena.